# 蒙普夫
蒙普夫是瑞士的城鎮，位於該國北部，由阿爾高州負責管轄，面積3.1平方公里，海拔高度287米，2012年人口1,244，一半人口信奉羅馬天主教，人口密度每平方公里401人。